# Новые Паучки (Карловский район)

Новые Паучки (укр. Нові Павучки) — село,
Максимовский сельский совет,
Карловский район,
Полтавская область,
Украина.
Код КОАТУУ — 5321683405. Население по данным 1987 года составляло 10 человек.
Село ликвидировано в 2000 году .

## Географическое положение
Село Новые Паучки находится в 2-х км от левого берега реки Тагамлык.
На расстоянии в 2 км расположено село Короленковка и в 3-х — село Максимовка.

## История
- 2000 — село ликвидировано [1].